# Prépostváry Bálint
Lokácsi Prépostváry Bálint (? , 1547 körül – Csenger, 1597. december 23.) végvári főtiszt.

## Élete
Prépostváry Bálintról és a Prépostváry család múltjáról csak keveset tudunk. 1524-ből származik az első ismert adat, mikor II. Lajos 1524. október 26-án Budán címert és nemesi levelet adott II. Bálint ősének; Lokachi Chavrack Miklósnak érdemei elismeréseként, később I. Miksa 1569. március 13-án Chavrack másképpen Prépostváry Bálint részére erről megerősítő okiratot adott ki.
Prépostváry Bálint előbb kassai, és szatmári kapitány, majd Kálló várában a lovasság kapitánya volt. Az ő érdemének tartják a kállói vár felépülését, melynek építésekor alig 30 éves volt, és ezenkívül nagy érdemeként említették, azt is, hogy katonáit földbirtokkal látta el.  A vár építésével több mint száz közép szabolcsi falut szabadított ki a török hódoltság alól, és meghiúsult a törökök ez időben a Tiszáig való terjeszkedése is. 1577-ben Szikszónál nagy győzelmet aratott a portyázó törökökön. 1578-ban mezei főkapitány a kassai generális (tábornok) mellett. 1579-ben 207 lovasával Polock alatt harcolt Báthory István lengyel király oldalán, majd Báthory halála után Habsburg Miksa főherceg seregével Lengyelországban, Biczinben a főherceggel együtt esett fogságba.
1589-ben báróságot kapott. 1591-1596 között pedig az egri vár főkapitánya lett. Közben 1592-ben egy vesztes csatában alulmaradt. A tizenöt éves háborúban, 1593-ban visszafoglalta Kékkő, Fülek, Ajnácskő, Somoskő és Hollókő várakat. 1595-ben az Udvari Haditanács tagja lett. Közben a köszvénytől egyre többet betegeskedett, egyre többet tartózkodott csengeri házában, és 50 évesen 1597. december 23-án itt is hunyt el. Krasznabélteken temették el.
Felesége, Csáky Anna által emelt sírjának feliratát Szirmay Antal őrizte meg:
„Ha a nemzet hada támadván, őt kérte, 
Ez jószerencsével fogott fegyvert érte.
Ha békesség vala, annak folyásával 
Az egész közösség élt szolgálatával.
Kálló, Kassa, Eger ennek bizonysága”
Vitéz katonának, nemes gondolkodású embernek írták le.